# 播磨良承
播磨 良承（はりま よしつぐ、1936年2月14日 - 1991年10月29日）は、日本の法学者。
大阪府堺市生まれ。1958年中央大学法学部卒、1960年同大学院法学研究科修士課程修了。1963年大阪電気通信大学講師、1968年助教授、1970年近畿大学法学部助教授、1978年教授。在任中に55歳で死去。工業所有権法を中心とした知的所有権が専門。

## 著書
- 『工業所有権法の基本問題 第1巻』法律文化社　1969
- 『工業所有権法』法学書院 1972
- 『特許と商標の保護』有信堂 法律実務大系 1973
- 『アメリカ商標法概論 判例からみた標識の保護と実態』発明協会 1974
- 『工業所有権の知識』ダイヤモンド社 ビジネス新書　1974
- 『設題工業所有権法 理解と応用のための50講』法学書院 1977
- 『工業所有権法の諸問題』東出版 1978
- 『国際工業所有権法 パリ条約とその権利保護』中央経済社 1978
- 『国際特許法における特許協力条約』日刊工業新聞社 1979
- 『特許法 法解釈と判例研究』中央経済社 1979
- 『マークと企業戦争 実例から見た不正競争』日刊工業新聞社 1979
- 『工業所有権法判例解説』発明協会 1979-80
- 『知的所有権法 著作権・商標法の関連を中心に』中央経済社 1981
- 『発展途上国への技術輸出 その法制とライセンス契約』新有堂 1981
- 『工業所有権法の諸問題 2』六法出版社 1982
- 『商標法 理論と実際』六法出版社 1983
- 『ニューメディアと著作権』世界思想社 1984
- 『デザインの保護』六法出版社 法と文化シリーズ　1985

### 共編著
- 『工業所有権法講義』土井輝生共編 青林書院新社 青林講義シリーズ　1973
- 『工業所有権法入門』盛岡一夫共著 法学書院 1980
- 『商標の保護 アメリカ商標法・不正競業法を中心にして』編著 発明協会 1981
- 『工業所有権六法 三段式判例付』編 六法出版社 1982
- 『Q&A著作権入門』編 世界思想社 1986
- 『Q&A不正競争防止法入門』編 世界思想社 1988
- 『情報社会における知的所有権』1-2　編著 ぎょうせい 1989-1990
- 『知的所有権法の基本的課題』編著 近畿大学産業・法律情報研究所 1990

### 翻訳
- Herman Cohen Jehoram 編著『意匠の保護 ヨーロッパにおける意匠法と著作権法との交錯』発明協会 1983

## 論文
- <播磨良承